# British Football Club
Il British Football Club è stata una società calcistica messicana, con sede a Città del Messico.

## Storia
Il club fu fondato nel 1902 da Percy Clifford, immigrato britannico già socio del Reforma Athletic Club, e prese parte alla prima edizione del Campionato messicano di calcio, all'epoca disputato ancora a livello amatoriale, assieme ad Orizaba, Reforma, Pachuca e México Cricket Club. Nel 1908 vinse il campionato concludendo il torneo con 4 punti di vantaggio sul México Country Club e nel 1911 conquistò la Coppa del Messico (al tempo chiamata Copa Tower).
Nel 1912 il club dichiarò bancarotta dopo una stagione travagliata in cui dovette di frequente chiedere il rinvio delle partite a causa della mancanza del numero minimo di giocatori.

## Palmarès

### Competizioni amatoriali
- Campionato messicano amatoriale: 1

1907-1908
- Copa Tower: 1

1911-1912